# Антіохійське князівство

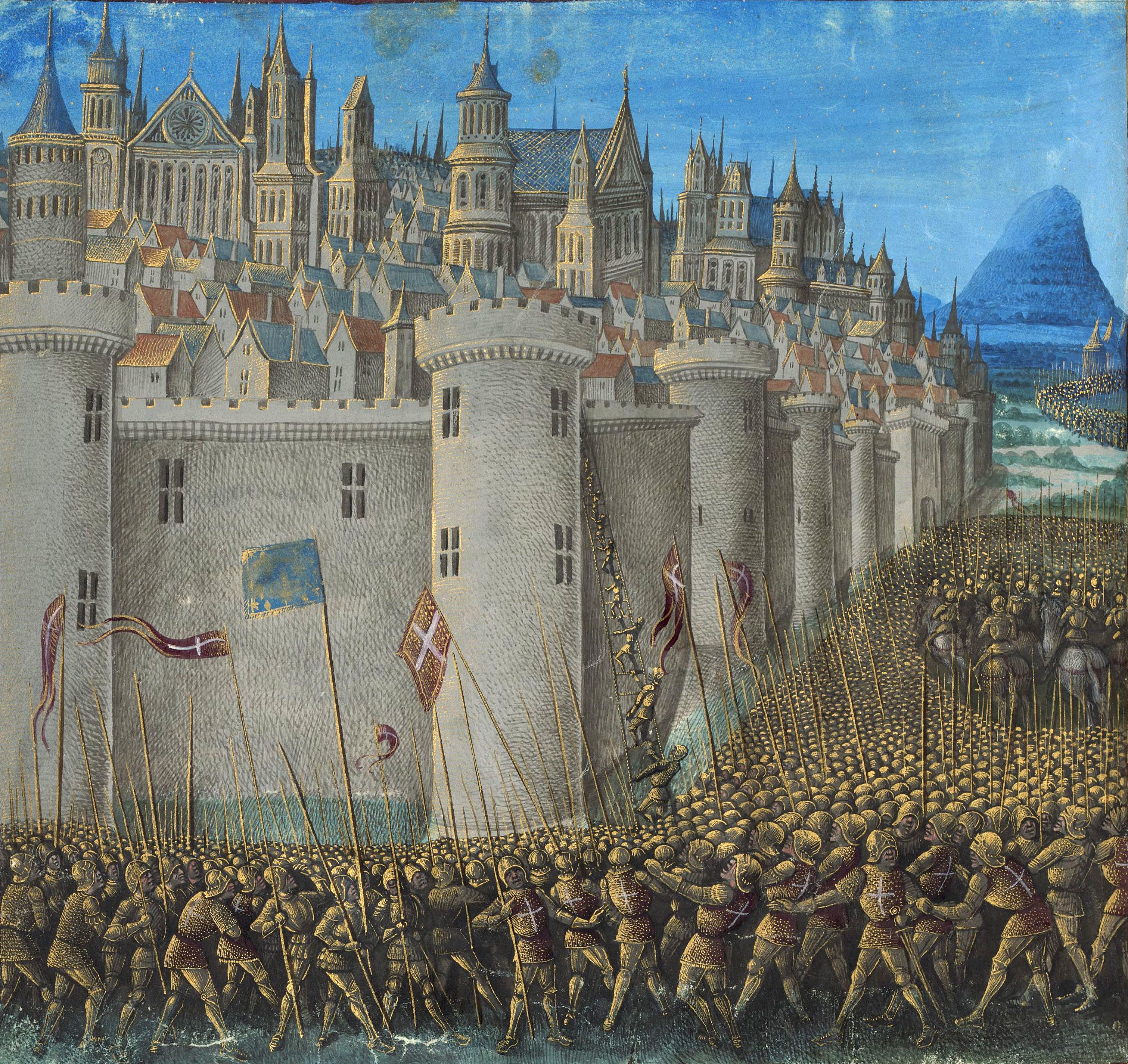
Облога хрестоносцями Антіохії у 1097–1098 роках

Антіохійське князівство (лат. Principatus Antiochiae, фр. Principauté d'Antioche, італ. Principato d'Antiochia) — друга з християнських держав, заснованих хрестоносцями під час 1-го хрестового походу на території сучасних Сирії й Туреччини. Державу було засновано 1098 року після завоювання хрестоносцями Антіохії Боемундом I Тарентським. 1268 року Антіохія була завойована мамлюкським султаном Бейбарсом і припинила існування як незалежна держава, однак титул «князь Антіохії» продовжували носити графи Триполі до його завоювання 1287 року.
На початку XII століття князівство перебувало у васальній залежності від Візантії, а з 1119 року — від Єрусалимського королівства. До складу князівства входила територія, що розташовувалась між середземноморським узбережжям сучасної Сирії та річкою Євфрат, на початку XII століття до його складу входила також Кілікія (південно-східна частина сучасної Туреччини й північно-західна частина Сирії). Князь Антіохії був сюзереном Едесського графства (до 1144 року), а з 1163 року — Триполійського графства, з яким 1207 року Антіохія була об'єднана Боемундом IV.

## Заснування
Поки Балдуїн Булонський і Танкред Тарентський перебували в Кілікії та Месопотамії, де Балдуїн заснував Едеське графство, решта хрестоносців продовжували наступ на південь і 21 жовтня 1097 року під проводом Боемунда Тарентського взяли в облогу Антіохію. Місто, товсті стіни якого були надійно укріплені чотирма сотнями веж, виявилось справді неприступним, та облога тривала всю зиму 1098 року. Потім до таборів хрестоносців прийшли хвороби та голод. Становище християн було настільки відчайдушним, що за свідченням очевидців-хроністів, вони були змушені пустити на м'ясо власних коней. Існують записи про те, що іноді справа доходила до канібалізму, й голодні воїни поїдали тіла своїх померлих товаришів.
Зрештою Боемунд знайшов вихід. Він підмовив воїна з гарнізону Антіохії, колишнього християнина на ім'я Фіруз відчинити міську браму, й 3 червня 1098 року, за 8 місяців після початку облоги, хрестоносці увійшли до Антіохії. Кілька днів у місті тривала кривава бійня, а за чотири дні до стін Антіохії прибула мусульманська армія під проводом мосульського атабека Кербогі та в свою чергу взяла в облогу місто. Імператор Візантії Олексій Комнін збирався спочатку надати хрестоносцям допомогу, проте, почувши, що ніби мусульмани відбили місто, розвернув війська назад.

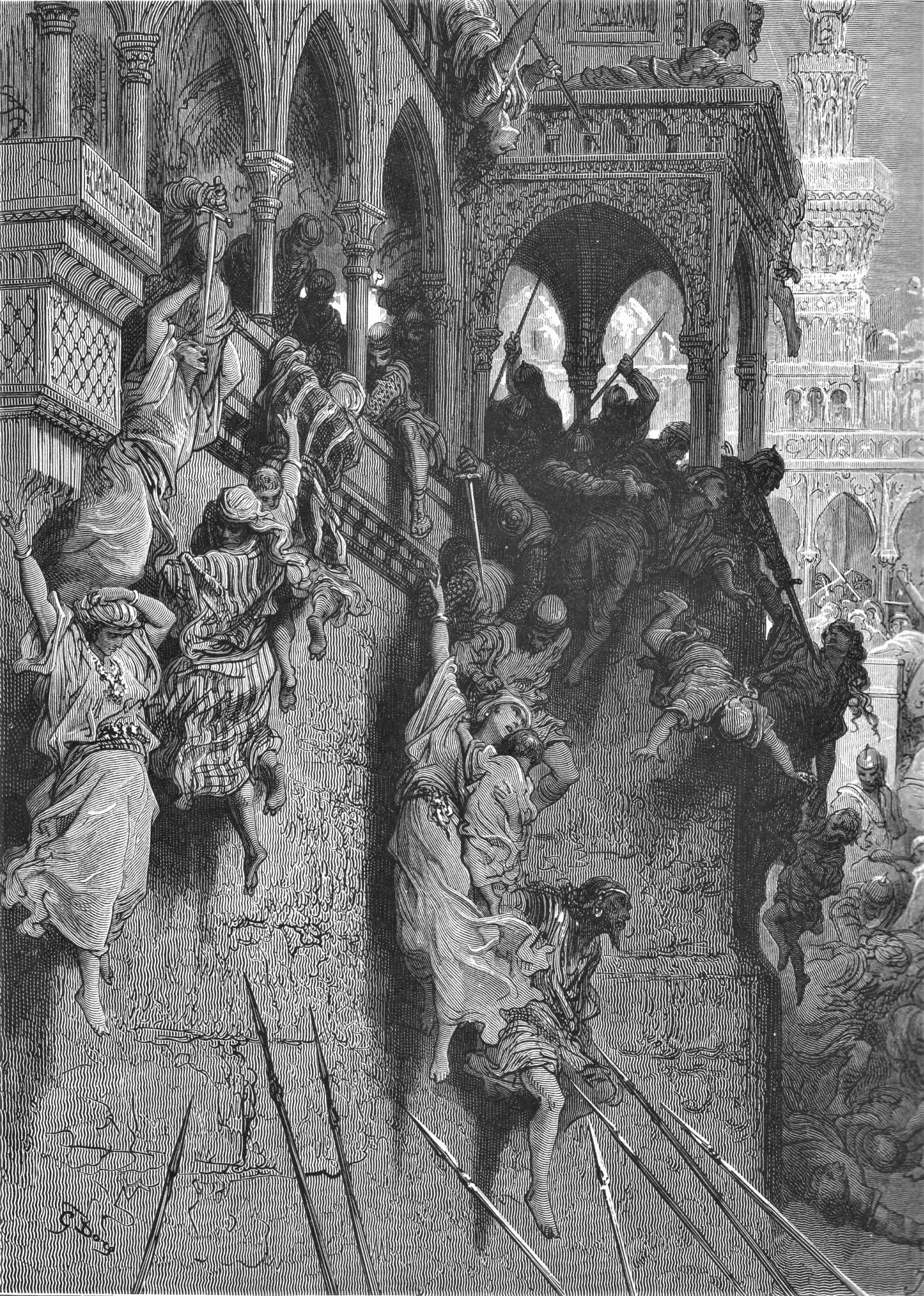
Різня в Антіохії (малюнок Доре)

Атаку мусульман вдалось відбити тільки завдяки диву. Після того, як за пророцтвом марсельського ченця П'єра Бартелемі у церкві Святого Петра було знайдено спис, яким нібито було проколото ребро розіп'ятого Ісуса, хрестоносців, виснажених багатьма місяцями безрезультатної облоги, охопило таке завзяття, що навіть змусили Кербогу тікати й перебили значну частину його армії. Далі почались суперечки про те, кому дістанеться право керувати містом, і зрештою князем Антіохії став Боемунд Тарентський.

## Рання історія
Князь Боемунд 1101 року потрапив у полон до сельджуцького еміра Сіваса Газі та провів у полоні два роки. У цей час князівством керував його племінник Танкред. За три роки останній значно розширив кордони князівства, скориставшись суперечками серед мусульман, захопивши візантійські міста Латакію й Тарсус. Боемунд повернувся з полону 1103, але за два роки, після поразки при Харрані, відбув до Італії набирати нову армію, та знову призначив Танкреда регентом Антіохії. Повернувшись із новими силами на Схід, Боемунд 1107 року напав на Візантію, проте зазнав поразки та був змушений наступного року укласти з Олексієм Комніном принизливу Девольську угоду, відповідно до якої він визнавав себе васалом Візантії, а після його смерті князівство мало відійти до останньої. Невдовзі Боемунд знову вирушив до Італії, залишивши керувати державою Танкреда, де й помер 1111 року.
Після смерті Боемунда Візантійська імперія зажадала виконати умови угоди, але Танкред Тарентський за підтримки графа Триполі й короля Єрусалиму відповів відмовою. Фактично Танкред був єдиним з лідерів Першого хрестового походу, хто не присягав повернути завойовані землі Візантії (хоч ніхто з тих, хто присягнув, все одно не дотримався свого слова). Після його смерті 1112 року князівство успадкував Боемунд II, син Боемунда Тарентського та Констанції, дочки французького короля Філіпа I. Оскільки юному князю було на той момент лише три роки, регентом Антіохії був призначений родич Танкреда, Рожер Салернський, який 1113 року успішно відбив напад сельджуків.
28 червня 1119 року Рожер загинув у битві на Кривавому полі, й Антіохія стала васальним князівством Єрусалимського королівства під регентством Балдуїна II. Боемунд II 1126 у віці вісімнадцяти років одружився з дочкою єрусалимського короля, Алісою де Бурк. Він правив Антіохією упродовж коротких чотирьох років, а по його смерті князівство успадкувала його чотирирічна дочка Констанція. Деякий час регентом Антіохії знову був Балдуїн II, проте 1131 року він помер, і влада перейшла до його дочки Мелісанди та її чоловіка Фулька Анжуйського. 1136 року спадкоємиця Антіохії Констанція у віці лише десяти років була видана заміж за Раймунда де Пуатьє, який був утричі старшим за свою юну дружину.
Подібно до своїх попередників Раймунд робив спроби продовжити експансію на території візантійської провінції Кілікії. Однак цього разу йому вчинив серйозний опір імператор Візантії Іоанн II Комнін, який 1137 року змусив Раймунда скласти йому присягу вірності. Однак ця клятва залишилась формальною. 1142 року Іоанн помер, так і не здійснивши своїх планів з відвоювання захоплених хрестоносцями земель.

## Антіохія підсюзеренітетомВізантії
Під час Другого хрестового походу, невдовзі після падіння Едеси (1144) Антіохія була атакована армією атабека Алеппо Нур ад-Діна Махмуда, в результаті чого були втрачені східні території князівства. Після загибелі Раймунда де Пуатьє 1149 року в битві при Інабі, регентом князівства на час, поки вдова Констанція не вийшла 1153 року заміж за Рено де Шатільйона, був єрусалимський король Балдуїн III. Рено 1158 року уклав із візантійським імператором Мануїлом I мирну угоду, відповідно до якої Антіохія ставала васальною територією Візантії та зобов'язувалась постачати воїнів для служби у візантійських військах. І хоча ця угода ставила хрестоносців у не зовсім вигідне становище, припускалось, що дружба з могутньою Візантією захистить князівство від нападу Нур ад-Діна.
1160 року Рено де Шатільйон потрапив у полон до мусульман (він залишався у полоні упродовж шістнадцяти років, так ніколи й не повернувшись до Антіохії), й регентом князівства став патріарх Антіохії Емері Лімозький. 24 грудня 1161 року візантійський імператор Мануїл I, бажаючи після смерті дружини одружитись з однією з дочок християнських правителів, узяв за дружину дочку Констанції Марію. До того часу син Констанції сягнув повноліття та заявив матері про свої права на престол. Констанція не захотіла поступатись владою та 1163 року звернулась по допомогу до Кілікії, однак жителі Антіохії збунтувались, вигнали Констанцію, а Боемунд III став князем. 1164 року під час битви при Харимі Боемунд потрапив у полон до Нуреддіна, після чого кордон між Антіохією та Алеппо перемістився до річки Оронт. Після того як 1165 року за Боемунда було сплачено величезний викуп, він повернувся до Антіохії та невдовзі одружився з однією з племінниць Мануїла I.
Після смерті Мануїла I 1180 року союз Антіохії та Візантії, який упродовж двадцяти років надійно захищав території князівства від вторгнення мусульман, розпався. Тим не менше Антіохія за допомогою італійського флоту пережила напад Салах ад-Діна на Єрусалимське королівство (1187). Князівство Антіохія — так само як і Триполійське графство — не брало участі у 3-му хрестовому поході й зіткнулось із ним тільки непрямо, коли 1190 року до міста прийшли рештки армії Фрідріха Барбаросси, щоб поховати тіло великого короля.
1201 року Боемунд III помер. Право спадкування престолу почали оскаржувати його син граф Триполі, якого також звали Боемунд, та онук Раймунд-Рубен, який був за матір'ю, вірменською принцесою Алісою, онуком короля Кілікії Левона II. 1207 року Боемунд зрештою був проголошений князем Антіохії під іменем Боемунда IV та правив князівством до своєї смерті 1233 року (з трирічною перервою з 1216 до 1219 року, коли влада перебувала в руках Раймунда Рупена). Боемунду спадкував син Боемунд V, одна з визначних постатей П'ятого, Шостого та Сьомого хрестових походів.

## Падіння князівства
1254 року Боемунд VI, син Боемунда V, одружився з вірменською принцесою Сибіллою, поклавши край конфліктам між двома державами. Тим не менше і Антіохія, і Кілікія переживали останні дні свого існування. У конфлікті, що спалахнув між мамлюками та монголами, обидві християнські держави підтримували останніх, тому, після поразки військ хана Хулагу в битві при Айн-Джалуті (1260), Антіохія потрапила під загрозу нападу мамлюкського султана Бейбарса. Ця загроза втілилась у реальність 1268 року, коли Бейбарс узяв Антіохію та підкорив собі північні території Сирії. Через 23 роки впала Акра, й держави хрестоносців на Сході припинили своє існування. Титул князя Антіохії більше не підтримувався правами на території та відійшов до королів Кіпру. Періодично титул надавали як нагороду молодшим нащадкам королівських родин.

## Географія та населення
Князівство Антіохія було третім за величиною у порівнянні з іншими державами хрестоносців у Леванті (йому поступалось тільки Триполійське графство). Князівство займало північно-східне узбережжя Середземного моря, межуючи з Кілікійським царством і графством Едеським на півночі та з графством Триполі на півдні. У XIII столітті його населення становило близько 30 000 чоловік та складалось переважно з православних греків та вірменів. Окрім того, за межами міста існувала певна кількість мусульманських громад. Переважна більшість хрестоносців, що оселились в Антіохії, були родом з Нормандії та південної Італії.

## Правителі Антіохії
- Боемунд I (1098–1111)
  - Танкред Тарентський, регент (1100–1103; 1105–1112)
- Боемунд II (1111–1130)
  - Рожер (князь Салерно), регент (1112–1119)
  - Балдуїн II, король Єрусалиму, регент, (1119–1126; 1130–1131)
- Констанція (1130–1163)
  - Фулько (король Єрусалиму), регент, (1131–1136)
- Раймунд де Пуатьє (1136–1149) (через шлюб)
- Рено де Шатільйон (1153–1160) (через шлюб)
- Боемунд III (1163–1201)
- Боемунд IV (1201–1216)
- Раймунд-Рубен (1216—1219)
- Боемунд IV (вдруге) (1219–1233)
- Боемунд V (1233–1251)
- Боемунд VI (1251–1268)
- Боемунд VII (1275–1287)
- 1268 року Бейбарс узяв Антіохію
- У 1287—1288 роках республіка (комуна)
- Люсія 1288–1289